# Medovicový med
Medovicový med je med, který je tvořen včelami z medovice. Od květového medu jej lze spolehlivě rozlišit měřením elektrické vodivosti, která nesmí klesnout pod 80 mS/m.

## Medovice

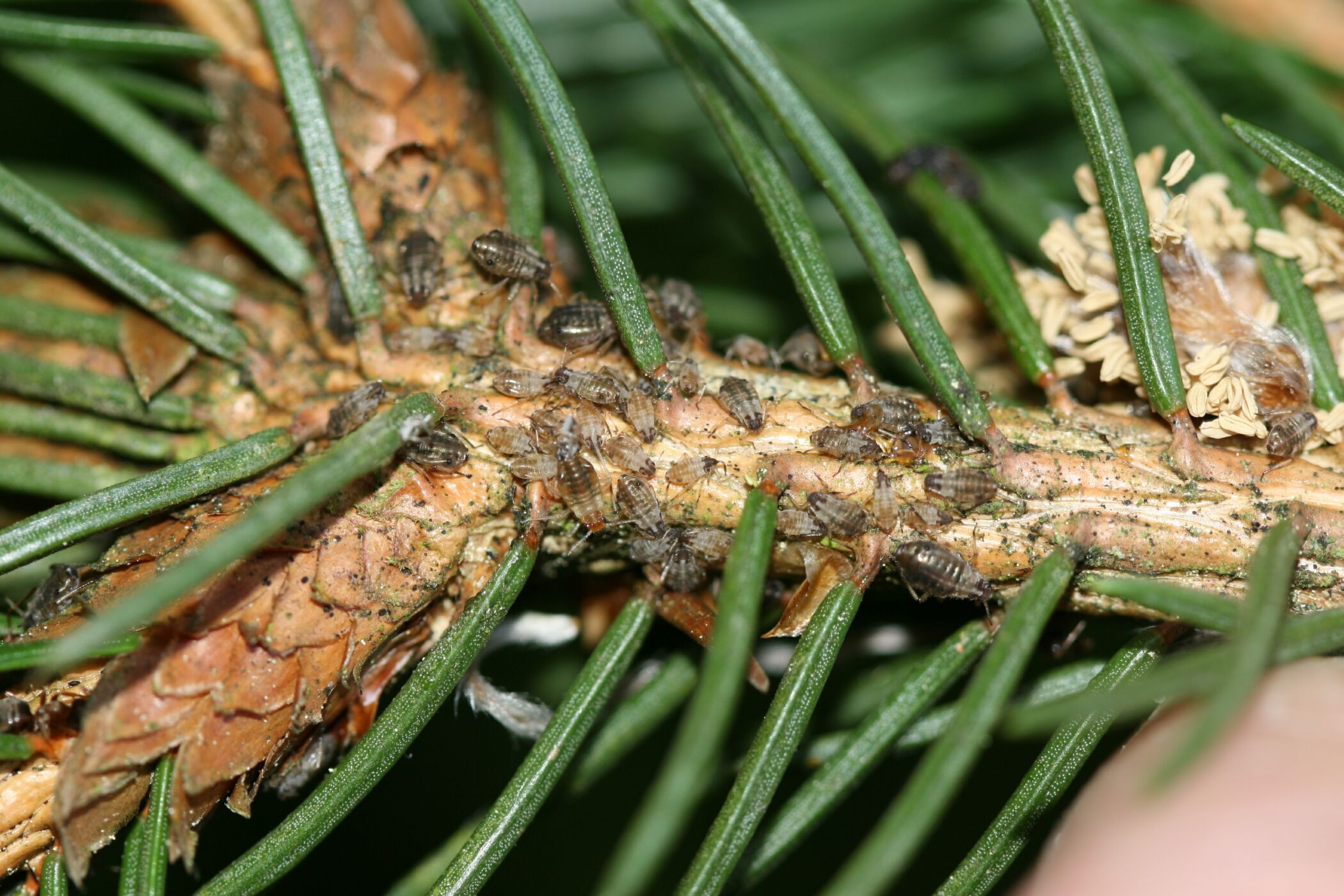
Větévka smrku ztepilého: medovnice malá (Cinara piceicola) nebo medovnice Cinara pruinosa

Medovice je velmi sladká a lepkavá substance bohatá na jednoduché cukry, která se v určitém ročním období vyskytuje na listech a jehličí různých stromů, jako je například lípa, javor, buk, smrk, jedle či borovice. Dostatečný výskyt medovice pro medovou snůšku je podmíněn přemnožením stejnokřídlého hmyzu, který se živí šťávou z rostlinných pletiv a přebytek cukrů z rostlinné šťávy svým trávicím ústrojím vylučuje. Medovice tedy v rostlině nevzniká, ale díky producentům medovice je na povrch listů a jehličí vylučována.
Medovici produkuje většina stejnokřídlého hmyzu, nejvíce však mšice a červci. K včelařsky nejvýznamnějším producentům v České republice patří například puklice poloskrytá, medovnice smrková, medovnice lesklá, medovnice dubová, brvnatka javorová a zdobnatka lípová.

## Vlastnosti medovicového medu
Medovicový med obsahuje oproti květovému medu méně cukrů, zato obsahuje více rostlinných barviv a minerálních látek. Zpravidla je tmavší barvy, ostřejší chuti a pomaleji krystalizuje. To ale neplatí vždy a rozhoduje, od kterého hmyzu medovice pochází a s jakým květovým medem daný vzorek porovnáváme.
Pod pojmem „lesní med“ je v ČR většinou míněn med medovicový. Vyhláška č. 76/2003 Sb., kterou se stanoví požadavky pro přírodní sladidla, pojem „lesní med“ nezná.